# 2010 CAN U-17女子選手権
2010 CAN U-17女子選手権は、2010年12月19日から5月2日まで開催された、第2回目のCAN U-17女子選手権である。

## 概要
上位3チームはトリニダード・トバゴで開催される2010 FIFA U-17女子ワールドカップの出場権を手にする。ナイジェリア、ガーナ、南アフリカが出場権を獲得した。
すべての試合はホーム・アンド・アウェー方式で開催される。

## 予備予選
予備予選は2010年2月19日に1戦目が行われる予定だった。
| チーム #1 | 合計    | チーム #2    | 第1戦 | 第2戦 |
| --------- | ------- | ------------ | ----- | ----- |
| ボツワナ  | 不戦勝1 | ケニア       | N/A   | N/A   |
| トーゴ    | 不戦勝1 | シエラレオネ | N/A   | N/A   |

- 1 ケニアとシエラレオネが1戦目の前に出場を辞退したため、ボツワナとトーゴが1次予選に進出した[1]。

## 1次予選
1次予選は2010年の3月13日に1戦目が、27日に2戦目が行われた。
| チーム #1        | 合計    | チーム #2        | 第1戦 | 第2戦 |
| ---------------- | ------- | ---------------- | ----- | ----- |
| ボツワナ         | 1–22    | 南アフリカ共和国 | 1–9   | 0–13  |
| トーゴ           | 不戦勝2 | ナイジェリア     | N/A   | N/A   |
| コンゴ民主共和国 | 不戦勝2 | チュニジア       | N/A   | N/A   |
| ガーナ           | 不戦勝2 | エジプト         | N/A   | N/A   |

- 2 トーゴ、コンゴ民主共和国、エジプトは1戦目の前に出場を辞退したため、ナイジェリア、チュニジア、ガーナが2次予選に進出[1]。

## 2次予選
2次予選は2010年4月17日に1戦目が、5月1-2日に2戦目が開催された。それぞれの試合の勝者はU-17女子ワールドカップに出場する。
| チーム #1    | 合計 | チーム #2        | 第1戦 | 第2戦 |
| ------------ | ---- | ---------------- | ----- | ----- |
| ナイジェリア | 7–1  | 南アフリカ共和国 | 5–0   | 2-1   |
| ガーナ       | 11–0 | チュニジア       | 7–0   | 4-0   |

## プレーオフ
プレーオフは2010年5月15日に1戦目が、5月29日に2戦目が行われた。勝者がU-17女子ワールドカップ出場権を手にする。
| チーム #1  | 合計 | チーム #2        | 第1戦 | 第2戦 |
| ---------- | ---- | ---------------- | ----- | ----- |
| チュニジア | 1–2  | 南アフリカ共和国 | 0–1   | 1-1   |